# جوس ويدن
جوس ويدن (بالإنجليزية: Joss Whedon)‏ (و. 1964  م) هو مخرج أفلام، وكاتب سيناريو، ومنتج أفلام، ومخرج تلفزيوني، وملحن، وكاتب، وكاتب خيال علمي، وروائي، ومخرج، وممثل، ورسام كارتون، من الولايات المتحدة، ولد في نيويورك.

## التعليم
تعلم في مدرسة ريفرديل الريفية ‏، وكلية ونشستر ‏، وجامعة ويسليان.

## جوائز وترشيحات
حصل على جوائز منها:
- جائزة هوغو لأفضل عرض مسرحي  [لغات أخرى]‏، عن عمل: المنتقمون (2013)
- جائزة هوغو لأفضل عرض درامي قصير  [لغات أخرى]‏، عن عمل: Dr. Horrible's Sing-Along Blog [الإنجليزية]‏ (2009)
- Ray Bradbury Award [الإنجليزية]‏ (2008)
- Prometheus Award - Special Award ‏، عن عمل: سيرينيتي (2006)
- Nebula Award for Best Script [الإنجليزية]‏، عن عمل: سيرينيتي (2005).

ترشح لـ:
- Hugo Award for Best Graphic Story or Comic [الإنجليزية]‏، عن عمل: Serenity: Better Days [الإنجليزية]‏ (2009)
- جائزة هوغو لأفضل عرض مسرحي  [لغات أخرى]‏، عن عمل: سيرينيتي (2006)
- جائزة هوغو لأفضل عرض درامي قصير  [لغات أخرى]‏، عن عمل: آنجل (2005)
- جائزة هوغو لأفضل عمل درامي، عن عمل: بافي قاتلة مصاصي الدماء (2002)
- Nebula Award for Best Script [الإنجليزية]‏، عن عمل: بافي قاتلة مصاصي الدماء (2001)
- جائزة إيمي برام تايم عن فئة الكتابة المبهرة لمسلسل درامي  [لغات أخرى]‏، عن عمل: بافي قاتلة مصاصي الدماء (2000)
- جائزة الأوسكار لأفضل كتابة "سيناريو أصلي"، عن عمل: حكاية لعبة (1996).

## وصلات خارجية
- جوس ويدن على موقع IMDb (الإنجليزية)
- جوس ويدن على موقع الموسوعة البريطانية (الإنجليزية)
- جوس ويدن على موقع مونزينجر (الألمانية)
- جوس ويدن على موقع ألو سيني (الفرنسية)
- جوس ويدن على موقع ميوزك برينز (الإنجليزية)
- جوس ويدن على موقع تيرنر كلاسيك موفيز (الإنجليزية)
- جوس ويدن على موقع أول موفي (الإنجليزية)
- جوس ويدن على موقع بوكس أوفيس موجو (الإنجليزية)
- جوس ويدن على موقع قاعدة بيانات الأفلام السويدية (السويدية)
- جوس ويدن على موقع إن إن دي بي (الإنجليزية)